# Helmut Milz
Helmut Milz (* 1949 in Kall) ist ein deutscher Mediziner, Psychotherapeut und Autor, der insbesondere für seine Beiträge zur Psychosomatischen Medizin, Gesundheitsförderung und Körpertherapie bekannt geworden ist. Er war bis 2014 Honorarprofessor im Fachbereich Gesundheitswissenschaften der Universität Bremen.

## Biografie
Milz ist der Sohn eines Architekten und Bauunternehmers geboren. Nach dem Abitur studierte er von 1968 bis 1974 an der Freien Universität Berlin Medizin.
 
Milz ist verheiratet und hat drei erwachsene Kinder. Das Ehepaar lebt in Marquartstein in Oberbayern.

### Beruf
Von 1976 bis 1983 arbeitete er als Assistenzarzt in Berliner Krankenhäusern, sowie in verschiedenen Allgemeinpraxen. 1981 wurde er zum Thema Analyse von 524 Schnittentbindungen promoviert und war seit 1981 Facharzt für Allgemeinmedizin.
1983/84 absolvierte er Fortbildungen in Public Health an der University of California, Berkeley bei Leonard J. Duhl sowie in Akupunktur. 1987–1988 folgte eine weitere Fortbildung in humanistischen Psycho- und Körpertherapien am Esalen Institute (Kalifornien). Von 1988 bis 1994 war er Oberarzt an der Psychosomatischen Klinik Roseneck in Prien. Er beteiligte sich am Aufbau einer Abteilung für Körper- und Bewegungstherapie. 1994 wurde er Facharzt für Psychosomatische Medizin. Von 1994 bis 2014 leitete er seine eigene kassenärztliche Praxis für Psychosomatische Medizin und Psychotherapie in Marquartstein.

### Arbeits- und Forschungsschwerpunkte
Seine Schwerpunkte sind Psychosomatische Medizin, Allgemeinmedizin, Psychotherapie, Gesundheitsförderung, leiborientierte Lern- und Therapiemethoden, Psychokardiologie, Geschichte der Heilkunde und Anthropologie der Sinne.

### Public Health / Gesundheitsförderung
1985/87 war Milz Consultant für Health Education and Health Promotion im Europäischen Regionalbüro der Weltgesundheitsorganisation (WHO), Kopenhagen. Im Rahmen dieser Tätigkeit organisierte er internationale Tagungen und Konferenzen, u. a.:
- 1986 Plenumsvortrag, Internationale Konferenz Risks Old and New: A Global Consultation on Health (auf Einladung des Carter Center, Emory University)
- 1986 1. WHO Conference für Health Promotion in Ottawa, Kanada. Beteiligt an der Formulierung der Ottawa-Charter for Health Promotion.
- 1987 Konferenz Gesundheitsförderung und chronischen Krankheiten, in Zusammenarbeit mit Bernhard Badura und der Bundeszentrale für Gesundheitliche Aufklärung.
- 1987 Initiierung von Health Promoting Hospitals („Gesundheitsfördernde Krankenhäuser“)

### Lehrtätigkeiten und andere Projekte
Von 2000 bis 2014 war Helmut Milz Honorarprofessor am Fachbereich für Gesundheitswissenschaften an der Universität Bremen. Zusammen mit Rainer Danzinger u. a. gründete er 1994 das Internationale Seminar Leib oder Leben für körperorientierte Psychotherapie und Körpertherapie und hielt dort von 1994 bis 2014 regelmäßig Seminare ab. Von 2004 bis 2017 war er Dozent, ab 2013 auch Board-Member, der Cortona-Woche der ETH Zürich und der Zürcher Hochschule der Künste. 2008 Moderierte er den 2. Kongress Mozart and Science zu Musikwirkungsforschung. Des Weiteren hielt er Plenumsvorträge und Seminare bei den Goldegger Dialogen, den Konferenzen Humanistische Medizin des ZIST und den Visionen einer menschlichen Zukunft.
Von 1993 bis 1994 war er zusammen Ernst Piper und Matthias von Varga Mitherausgeber der Reihe „Wege zur Ganzheit“. 2000 organisierte er zusammen mit Fritjof Capra die Tagung „Health and Healing – common grounds“ im Commonweal-Center, Kalifornien.
Des Weiteren ist er Mitglied der Redaktion der Deutschen Zeitschrift für Akupunktur, der Academy for Guided Imagery, dem International Expert Group on Earth System Preservation (IESP) und der Deutschen Allianz Klimawandel und Gesundheit. Zudem arbeitet er mit dem Kardioforum-Bayern zusammen.

## Schriften (Auswahl)
Bücher
- Ganzheitliche Medizin. Neue Wege zur Gesundheit. 2. Auflage, Athenäum Verlag, Frankfurt am Main 1986, ISBN 3-7610-8421-8.
- Der wiederentdeckte Körper. Vom schöpferischen Umgang mit sich selbst. Artemis & Winkler Verlag, München/Zürich 1992, ISBN 3-7608-1934-6.
- Mit Kopf, Hand, Fuß, Bauch und Herz. Ganzheitliche Medizin und Gesundheit. Piper Verlag, München 1994, ISBN 3-492-12077-6.
- mit Matthias von Varga (Hrsg.): Körpererfahrungen. Anregungen zur Selbstheilung. Walter Verlag, Zürich 1998, ISBN 3-530-40036-X.
- Der eigen-sinnige Mensch. Körper, Leib & Seele im Wandel. AT Verlag, Aarau 2019, ISBN 978-3-03800-029-7.

Beiträge in Büchern und Zeitschriften
- mit Johannes O. Vang: Consultation on the role of Health Promotion in hospitals. In: Health Promotion International. Band 3, Nr. 4, 1989, S. 425–427, ISSN 0957-4824, doi:10.1093/heapro/3.4.425
- Ein ganzheitlicher Ansatz ist erforderlich. In: Bundeszentrale für gesundheitliche Aufklärung, Weltgesundheitsorganisation (Hrsg.): Gesundheitsförderung in der Arbeitswelt. Springer, Berlin, Heidelberg 1989, ISBN 978-3-662-07480-0, S. 77–80, doi:10.1007/978-3-662-07480-0_11
- „Healthy ill people“ – social cynisme or a new perspective? In: A. Kaplun: Health Promotion and chronic illness. WHO Regional Publications, European Series, No. 44, 1992, pdfs.semanticscholar.org
- Leiberfahrung versus Körperdisziplinierung. In: Hans Günther Homfeldt (Hrsg.): „Sozialer Brennpunkt“ Körper. Körpertheoretische und -praktische Grundlagen für die Soziale Arbeit. Schneider Verlag Hohengehren, Baltmannsweiler 1999, ISBN 3-89676-104-8, S. 156–169.
- Mit dem Leib lernen – Gesundheit und Heilung ganzheitlich fördern. In: Ruth Künzler, Wolfgang Steinmüller: Gesundheit – Lernen – Kreativität. Alexander-Technik, Eutonie Gerda Alexander und Feldenkrais als Methoden zur Gestaltung somatopsychischer Lernprozesse. Verlag Hans Huber, Bern 2001, ISBN 3-456-83212-5, S. 203–224.
- Ökonomische Potentiale ganzheitlicher Gesundheitspflege. In: Wolfgang Michaelis, Reinhard Busse: Der Preis der Gesundheit. Wissenschaftliche Analysen, politische Konzepte. Perspektiven zur Gesundheitspolitik. Ecomed-Verlag, Landsberg/Lech 2001, ISBN 3-609-16023-3, S. 261–278.
- Somatopsychische Potentiale für Gesundheit und Heilung. In: Lernen in Bewegung. 2. Europäischer Feldenkrais-Kongress, Berlin 2005. Vario-Medien, Frankfurt 2006, ISBN 3-937886-04-4.
- Leitfaden Psychosomatische Medizin und Psychotherapie Orientiert an den Weiterbildungsrichtlinien der Bundesärztekammer. In: Deutsche Zeitschrift für Akupunktur. Band 52, Nr. 4, 2009, S. 62, doi:10.1016/j.dza.2009.10.009
- (Um-)wege der Psychosomatik. In: Deutsche Zeitschrift für Akupunktur. Band 59, Nr. 4, 2016, S. 54, doi:10.1016/S0415-6412(16)30130-8